# Typhlocyba quercussimilis
Typhlocyba quercussimilis är en insektsart som beskrevs av Irena Dworakowska 1967. Typhlocyba quercussimilis ingår i släktet Typhlocyba och familjen dvärgstritar. Inga underarter finns listade i Catalogue of Life.